# لويس ليجراند (عالم عقيدة)
لويس ليجراند (بالفرنسية: Louis Legrand)‏ هو عالم عقيدة فرنسي، ولد في 12 يونيو 1711 في Lusigny ‏ في فرنسا، وتوفي في 21 يوليو 1780 في إيسي ليه مولينو في فرنسا.